# Cerro Huemul
Der Cerro Huemul ist ein Hügel auf der Livingston-Insel im Archipel der Südlichen Shetlandinseln. Er ragt südlich des Playa Angosta sowie der Hügel Cerro El Abismo und Cerro Pudú auf der Ostseite des Kap Shirreff am nördlichen Ende der Johannes-Paul-II.-Halbinsel, auf.
Wissenschaftler der 39. Chilenischen Antarktisexpedition benannten ihn nach dem Andenhirsch (spanisch Huemul), der auch im Wappen Chiles abgebildet ist.